# 下东街道
下东乡，是中华人民共和国湖南省株洲市茶陵县下辖的一个乡镇级行政单位。

## 行政区划
下东乡下辖以下地区：
头铺村、儒仕坪村、黄堂村、茶园村、枫树村、条心村、小车村、光辉村、东山坝村、二铺村、桥边村、新田村、官铺村、金星村、齐心村、孟溪村、长乐村和四联村。